# Arcaduz

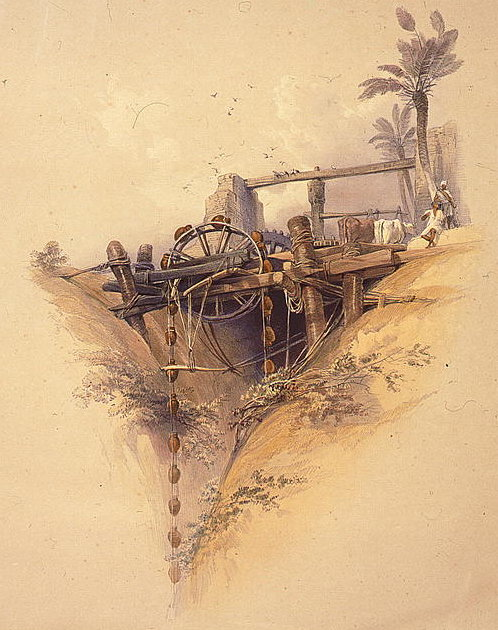
Dibujo de David Roberts de una noria árabe, según litografía de Louis Haghe, para la obra: Egypt & Nubia (1846).

Arcaduz, alcaduz, o alcatruz, en alfarería popular,  se llama al cangilón de noria hecho de barro cocido. Su función es recoger del pozo, río, charca o depósito de agua el líquido que gracias a un ingenio mecánico (la noria), elevará hasta una acequia o canal de riego.

## Etimologías
El humanista Nebrija diferenciaba «alcaduce de anoria» (haustrum) de «alcaduce de aguaducho» (tubus; tubulus, acueducto). El DRAE hace extensivo el uso de este término al caño que conduce el agua o cada uno de los caños (porciones) que componen una cañería.  Por su parte, Joan Corominas en su Breve diccionario etimológico de la lengua castellana (1987) le da como etimología del árabe «qadus», y este a su vez del griego «kádos» (jarro); y lo documenta en castellano a principios del siglo xv con esa grafía (arcaduz) y antes, en 1256 como alcaduz, explicando el paso de la 'ele' a la 'erre' por influencia del arco que forma la sarta de arcaduces en la noria.
Los manuales y diccionarios especializados en términos cerámicos y de alfarería, definen el arcaduz o cangilón de noria como recipiente cerámico cilíndrico, de fondo convexo y ligera escotadura o estrangulamiento en la mitad superior para ser sujeto con una cuerda a la rueda del ingenio.

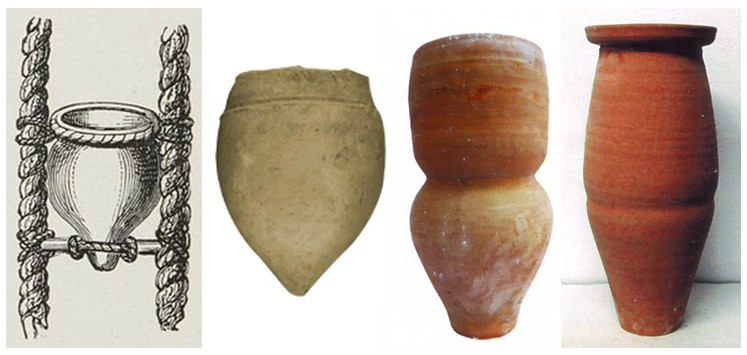
Cuatro tipos de arcaduz o cangilón de noria: 1.- Arcaduz de barro; dibujo de August Ramsthal, en el manual del viajero Georges Ebers: "Egypt: Descriptive, Historical, and Picturesque" (1878). 2.- Arcaduz árabe. Museo de Melilla (España). 3.- Arcaduz de Mota del Cuervo (Cuenca) 4.- Cangilón (Museo de cerámica de Chinchilla de Montearagón, Albacete).

## El arcaduz en El Quijote
"No entendían los cabreros aquella jerigonza de escuderos y de caballeros andantes, y no hacían otra cosa que comer y callar, y mirar a sus huéspedes, que, con mucho donaire y gana, embaulaban tasajo como el puño. Acabado el servicio de carne, tendieron sobre las zaleas gran cantidad de bellotas avellanadas, y juntamente pusieron un medio queso, más duro que si fuera hecho de argamasa. No estaba, en esto, ocioso el cuerno, porque andaba a la redonda tan a menudo (ya lleno, ya vacío, como arcaduz de noria), que con facilidad vació un zaque de dos que estaban de manifiesto".
 Cervantes en el cap.XI del Quijote.